# Gran Premi d'Alemanya del 1974
Resultats del Gran Premi d'Alemanya de Fórmula 1 de la temporada 1974, disputat al circuit de Nürburgring el 4 d'agost del 1974.

## Resultats
| Pos | No | Pilot                | Equip               | Voltes | Temps/ Retirada          | Pos. de sortida | Punts |
| --- | -- | -------------------- | ------------------- | ------ | ------------------------ | --------------- | ----- |
| 1   | 11 | Clay Regazzoni       | Ferrari             | 14     | 1h 41' 35. 0             | 2               | 9     |
| 2   | 3  | Jody Scheckter       | Tyrrell - Ford      | 14     | + 50.7 s                 | 4               | 6     |
| 3   | 7  | Carlos Reutemann     | Brabham - Ford      | 14     | + 1' 23.3 min.           | 6               | 4     |
| 4   | 1  | Ronnie Peterson      | Lotus - Ford        | 14     | + 1' 24.2 min.           | 8               | 3     |
| 5   | 2  | Jacky Ickx           | Lotus - Ford        | 14     | + 1' 25.0 min.           | 9               | 2     |
| 6   | 16 | Tom Pryce            | Shadow - Ford       | 14     | + 2' 18.1 min.           | 11              | 1     |
| 7   | 9  | Hans Joachim Stuck   | March - Ford        | 14     | + 2' 58.7 min.           | 20              |       |
| 8   | 17 | Jean Pierre Jarier   | Shadow - Ford       | 14     | + 3' 25.9 min.           | 18              |       |
| 9   | 26 | Graham Hill          | Lola - Ford         | 14     | + 3' 26.4 min.           | 19              |       |
| 10  | 15 | Henri Pescarolo      | BRM                 | 14     | + 4' 17.7 min.           | 24              |       |
| 11  | 18 | Derek Bell           | Surtees - Ford      | 14     | + 5' 17.7 min.           | 25              |       |
| 12  | 8  | Carlos Pace          | Brabham - Ford      | 14     | + 6' 26.3 min.           | 17              |       |
| 13  | 10 | Vittorio Brambilla   | March - Ford        | 14     | + 8' 43.1 min.           | 23              |       |
| 14  | 32 | Ian Ashley           | Token - Ford        | 13     | + 1 Volta                | 20              |       |
| 15  | 33 | Mike Hailwood        | McLaren - Ford      | 12     | Accident                 | 12              |       |
| Ret | 19 | Jochen Mass          | Surtees - Ford      | 10     | Motor                    | 13              |       |
| Ret | 24 | James Hunt           | Hesketh - Ford      | 10     | Caixa canvi              | 10              |       |
| Ret | 4  | Patrick Depailler    | Tyrrell - Ford      | 5      | Accident                 | 5               |       |
| Ret | 20 | Arturo Merzario      | Iso Marlboro - Ford | 5      | Accelerador              | 16              |       |
| Ret | 14 | Jean Pierre Beltoise | BRM                 | 4      | Prob. amb el combustible | 15              |       |
| Ret | 22 | Vern Schuppan        | Ensign - Ford       | 4      | Caixa canvi              | 22              |       |
| Ret | 5  | Emerson Fittipaldi   | McLaren - Ford      | 2      | Suspensions              | 3               |       |
| Ret | 21 | Jacques Laffite      | Iso Marlboro - Ford | 2      | Suspensions              | 21              |       |
| Ret | 28 | John Watson          | Brabham - Ford      | 1      | Suspensions              | 14              |       |
| Ret | 12 | Niki Lauda           | Ferrari             | 0      | Accident                 | 1               |       |
| Ret | 6  | Denny Hulme          | McLaren - Ford      | 0      | Accident                 | 7               |       |
| NVQ | 37 | François Migault     | BRM                 |        |                          |                 |       |
| NVQ | 23 | Tim Schenken         | Trojan - Ford       |        |                          |                 |       |
| NVQ | 27 | Guy Edwards          | Lola - Ford         |        |                          |                 |       |
| NVQ | 30 | Larry Perkins        | Amon - Ford         |        |                          |                 |       |
| NVQ | 30 | Chris Amon           | Amon - Ford         |        |                          |                 |       |
| NVQ | 25 | Howden Ganley        | Maki - Ford         |        |                          |                 |       |

## Altres
- Pole: Niki Lauda 7' 00. 8

- Volta ràpida: Jody Scheckter 7' 11. 1 (a la volta 11)